# 香學
香學是指用香、品香文化的各類學術研究。香能提升生活情趣、紓解生活壓力、創造想像空間與健康療效。

## 香学歷史

### 各国香学历史

#### 中國香學歷史
中國用香自新石器時代晚期就出現在各文明祭典之中，從夏商周三代開始演進為貴族生活中之薰香文化，再經漢魏六朝、隋唐的焚香，變化為宋、元、明、清文人商賈雅集的休閒品香文化和現代的薰香。此一發展，不但與社會文明、時尚、宗教思想有關，也與香料種類和使用方法相關連。
中國的用香文化從漢以前《周禮》中的湯沐香、禮儀用香，到漢魏六朝的「博山式」薰香。隋唐五代因東西文明的融合，用香方法更多樣化。如薰香、烤香、焚香，或將香料製成線香、印篆香、和香（合香）讓人易於使用。同時用香的器用、材質也更多樣化，香工具、香爐、香籠、香盒也逐步發展完成。此外，金、銀、銅、青瓷、白瓷、唐三彩等等，各種材質和款式的爐具，也在唐代時都已發展齊備。品香到了宋朝，就如同宋人吳自牧所書《夢梁錄》中所稱，舉辦香席已與點茶、插花、鑑古成為休閒養生之精緻生活中的必備條件。無論好友相聚雅集、家居休閒、習道修佛都會來上一爐好香，與好朋友分享，發展出香席文化。在家中築香室邀好友品香，在明代更成為一種時尚與品味，在中國的詩詞字畫中留下許多。
雖然在明代時文人普遍在家裡建靜室舉辦香席招待客人一起品香習靜，但於清朝時，西方文明慢慢成為主流時尚，中國傳統文化開始起了轉變，而傳統香席活動也就逐漸沒落了。

#### 日本香學歷史
香席文化在中國唐宋時期隨同佛教、鬥茶、插花、弈棋、書法等其它中華文化傳入日本、跟著日本皇室及貴族留存下來而發展為日本香道。

#### 古埃及香學歷史
古埃及皇室會以香來供養神明。

### 香學發展、貿易史

#### 中國香學發展
舉辦香席活動香風尚流行至清中期，但因戰亂、社會動盪、西化風氣而中斷了將近兩百多年。
點茶、插花跟鑑古近幾十年來也因社會安定、經濟繁榮而復甦，但香席活動任受限與環境、工具和原料。現在雖有進口香水、香精和香料，而社會上也使用一些西方的薰香，但和中國傳統的品香文化尚有很大的差距。
現在因為社會及科技的進步、資訊及文化的交流、已逐漸帶起對香學的興趣也希望能重新推廣中國傳統香席活動。

## 香學古典文學、香品香經的譜錄、故實
如《周禮》中的湯沐香、禮儀用香、宋人吳自牧所書《夢梁錄》、陳敬《香譜》、丁謂《天香傳》、北宋耀州窯爐形器、宣德爐、明朝收藏家周嘉胄所書《香乘》等。

## 参見
- 香
- 香料
- 香料貿易
- 氣味